# Stade Manoel Dantas Barretto
Le Stade Manoel Dantas Barretto (en portugais : Estádio Manoel Dantas Barretto), également connu sous le nom de Barrettão, est un stade de football brésilien situé dans la ville de Ceará-Mirim, dans l'État du Rio Grande do Norte.
Le stade, doté de 10 000 places et inauguré en 2013, sert d'enceinte à domicile à l'équipe de football du Globo Futebol Clube.
Le stade porte le nom de Manoel Dantas Barretto, homme d'affaires local.

## Histoire
Appartenant l'homme d'affaires à Manoel Dantas Barretto (il est le seul stade privé de tout le Rio Grande do Norte), le stade est construit en un temps record de sept mois entre octobre 2012 et mai 2013.
Le stade est inauguré le 9 mai 2013 devant 3 041 spectateurs lors d'une défaite 6-2 des locaux de l'América de Natal contre l'Athletico Paranaense en Coupe du Brésil (le premier but au stade étant inscrit à la 1re minute de jeu par Éderson, joueur du Paranaense).
Le record d'affluence au stade est de 5 959 spectateurs, lors d'un match nul 1-1 entre l'América de Natal et l'ACD Potiguar le 19 mai 2013 (finale du championnat Potiguar).
En plus du club résident du stade, le Globo Futebol Clube, les autres clubs de la ville voisine de Natal tels que l'América de Natal, Força e Luz ou encore Alecrim FC, jouent régulièrement leurs matchs à domicile au stade.

## Événements
- 2013 et 2014 : Finale du Championnat du Rio Grande do Norte de football.